# Kleverskapelletje
Het Kleverskapelletje of Onze-Lieve-Vrouw-van-Altijddurende-Bijstandkapel is een kapel in Kelpen-Oler in de Nederlandse gemeente Leudal. De kapel staat aan de Grathemerweg op ongeveer anderhalve kilometer ten zuidoosten van het dorp.
De kapel is gewijd aan de heilige Maria, specifiek aan Onze-Lieve-Vrouw van Altijddurende Bijstand.

## Gebouw
De bakstenen kapel is opgetrokken op een rechthoekig grondplan en wordt gedekt door een verzonken zadeldak met rode pannen. De frontgevel en achtergevel zijn een puntgevel met schouderstukken met op beide toppen een klein betonnen kruisje. De frontgevel bevat de rondboogvormige toegang van de kapel die wordt afgesloten door een timpaan met eronder een rechthoekige groene houten deur met raampje met ervoor siersmeedwerk. De timpaan bevat een tekst die aanduidt aan wie de kapel is opgedragen.
Van binnen is de kapel wit gestuukt onder een zadelgewelf met tegen de achterwand een altaar. Aan de achterwand is een icoon opgehangen van Maria van Altijddurende Bijstand.